# Abby Andrews
Abby Andrews, född 28 november 2000 i Brisbane, är en australisk vattenpolospelare. Hon ingick i Australiens damlandslag i vattenpolo vid olympiska sommarspelen 2020 och 2024.
Andrews debuterade i OS-sammanhang i Tokyo i den på grund av covid-19 till 2021 uppskjutna OS-turneringen där Australien var femma. Därefter blev det OS-silver i damernas turnering i vattenpolo vid olympiska sommarspelen 2024.